# I Love to Love (canción de Dinger)
«I Love to Love» es un sencillo del grupo inglés de música electrónica Dinger, grabado en 1984 pero lanzado en 2011..

## Descripción
«I love to Love» es una canción compuesta por Andy Bell y Pierre Cope en 1984 y que fue en su momento incluida como lado B del sencillo Air of Mistery.

En 2011, «I Love to Love» formó parte del EP Sunsets Pink y en abril, se editó vía digital como sencillo, para ayudar a las víctimas del terremoto y tsunami de Japón, de marzo de 2011.

## Lista de temas
1. «I Love to Love»